# Ero canionis
Ero canionis là một loài nhện trong họ Mimetidae.
Loài này thuộc chi Ero. Ero canionis được miêu tả năm 1935 bởi Chamberlin & Ivie.